# Lipótváros
Lipótváros è un quartiere del centro di Budapest e, insieme a Belváros, è uno dei due quartieri del Distretto V. 
Il quartiere è stato fondato all'inizio del XIX secolo e in breve divenne il centro politico e finanziario dell'Ungheria fino all'inizio del XX secolo, quando venne costruito il Palazzo del Parlamento in piazza Kossuth, motivo per cui è ricco di edifici storici e monumenti storici.
Dal 1989 Lipótváros è tornato gradualmente ad essere il centro degli affari di Budapest con molte banche ed edifici per uffici.

## Nome
Lipótváros prende il nome nel 1790 da Leopoldo II quando fu incoronato re d'Ungheria e divenne il V distretto di Budapest nel 1873. Nel 1950 si è fuso amministrativamente con il vicino Belváros ed oggi il distretto è chiamato ufficialmente "Belváros-Lipótváros".

## Punti di interesse
- Parlamento di Budapest
- Basilica di Santo Stefano
- Ponte delle Catene
- Banca nazionale d'Ungheria
- Accademia delle scienze ungherese
- Palazzo Gresham
- Televisione ungherese
- Museo etnografico